# ベルシャザル
ベルシャザルまたはベルシャツァル (英語: Belshazzar) は、新バビロニアの王、ナボニドゥスの息子。遠征で国内を空ける事の多かった同王によって国内統治を任されていた。
旧約聖書ダニエル書の第5章では彼が最後のバビロニア王として記録されているほか、ダニエル書の7章と8章、およびバルク書1章にも名前が見られる。Balthazar （バルタザール）とも言われる。ダニエル書5章とバルク書1章によればネブカドネザルの子である。
ヘロドトスやベロッススといった新バビロニアの歴史を著した史家たちはベルシャザルという名の王を記録していなかったため、旧約聖書のダニエル書のみが主な情報源となっていたベルシャザルの実在については、ダニエル書の歴史的信憑性と共に歴史学や高等批評によって疑われていた時期があった。しかし1854年にナボニドゥスの円筒形碑文が発見され、その内容からベルシャザルという名の王族の実在と、彼がナボニドゥス治世下にバビロン市において実質的な統治権を託されていたことが確認された。

## 名前
ダニエル書5章の原文ではベルシャツァル(בֵּלְשַׁאצַּר または בֵּלְאשַׁצַּר bēlšaṣṣar)、七十人訳聖書ではバルタサル(古代ギリシア語: Βαλτασαρ)、ウルガタではバルタサル(ラテン語: Balthasar)とする。新共同訳聖書では「ベルシャツァル」だが、口語訳聖書では「ベルシャザル」になっている。
アッカド語ではベル・シャル・ウツル（Bél-šarru-uṣur）と表記され、「ベルよ王を守れ」を意味する。

## 来歴
王子であった彼は、紀元前553年にナボニドゥスがアラビアのテイマへ遠征するのに伴って摂政（共同統治者）に任命されバビロンに残された。彼は大きな権限を持っていたと考えられるが、バビロニア王を正式に名乗った事は無い。彼の発行する公文書の日付は全てナボニドゥスの治世年で発行され、神殿の建設もまたナボニドゥスの名で行われた。
紀元前547年にバビロニアの神殿の人事が一新されている。これをもってベルシャザルが人事権を掌握していたという説があるが定かではない。しかし彼の権力は相当な物があったと考えられ、旧約聖書で彼が王と記録されているのはその存在感を示すものと言える。
王国滅亡後の消息は不明であるが、ペルシア軍により捕らえられた父ナボニドゥスが特赦されたのとは異なり、聖書の記述どおりバビロン陥落の夜に殺されたとみられている。

## 旧約聖書におけるベルシャザル

### ダニエル書第5章
カルデアの王ベルシャザルが1000人の貴族や後宮の女達とともに宴会を開きワインを飲んでいた最中、突然人間の手の指が現れて壁に字を書いた。ベルシャザルは恐れ慄いてその字を読める者を探した。しかし誰も読める物は見つからず途方にくれていると、王母が進言した。「父王ネブカドネザルの時代に神々の如き知恵を持ったダニエルと言う神官長がいました、父王はベルテシャザルと呼んでいました。彼ならばこの字を読めるでしょう。」と。
ベルシャザルがダニエルを呼び、字を解釈させた。ダニエルの解読によれば「神は父王ネブカドネザルに権勢と栄光を与えた。しかし、彼は尊大、横暴に振る舞い思うがままに人を殺したので王位を追われ栄光は失われた。父王は野獣の如き有様となり雨に身を濡らし、ようやくこの世を統べるのは神である事を知った。ベルシャザル王、あなたはこれを知りながらなお神に従おうとしなかった。祭具で酒を飲み、石や木で作られた神々を讃えた。だから神はあの手を遣わして文字を書かせたのである。文字は「メネ・メネ・テケル・ウ・パルシン」である。メネ(מנא)は数えるの意、あなたの治世を数えたてそれを終えた。テケル(תקל)は測るの意、あなたは秤にかけられ不足であると判定された。パルシン(פרס)は分けるの意、あなたの王国がメディアとペルシアに分けられる事を意味する。」と言う事であった。
そしてその日の夜、ベルシャザル王は殺された。

### ダニエル書第8章
ダニエルが幻を見た年としてベルシャザル王の治世第3年目とある。

### 史実との相違点
旧約聖書の記述のうち、明らかに事実と反するのはベルシャザルが王であると言う記述と、ネブカドネザル2世の息子であると言う記述である。
しかしながら、聖書には高位権力者を指して「王」という語を用いることがあるため、代理統治者としての意味で用いられたとすれば、これは誤りではない。
また、ヘブライ語には祖父や孫を表す語が存在せず、子孫を「子」、祖先を「父」というため、この意味でも「父王ネブカドネザル」が「父祖である王ネブカドネザル」という意味で記述されたとすれば、これは誤りとは言えない。
大宴会中に現れた指が王宮の壁に文字を書くのを見て、恐怖に駆られたベルシャザルが「文字を読み解き明かす者には王国の『第三の位（第三の権力）』を与える」と宣言したが、その謎解きを果たしたダニエルに、ベルシャザルから『第三の位（第三の権力）』が与えられたと聖書には記されている。
ベルシャザルの布告で、『第三の…』とことわり書きされていることにより、ナボニドゥス（第一）およびベルシャザルの権力（第二）を前提にした位の授与とみることも可能であろう。
また、ダニエル書５章でダニエルのことをベルシャザルに進言した王母をネブカドネザル2世の娘ニトクリスとみるなら、ダニエル書の中の物語の論理的整合性と史実との整合性を量る可能性は大いにあろう。

## 備考

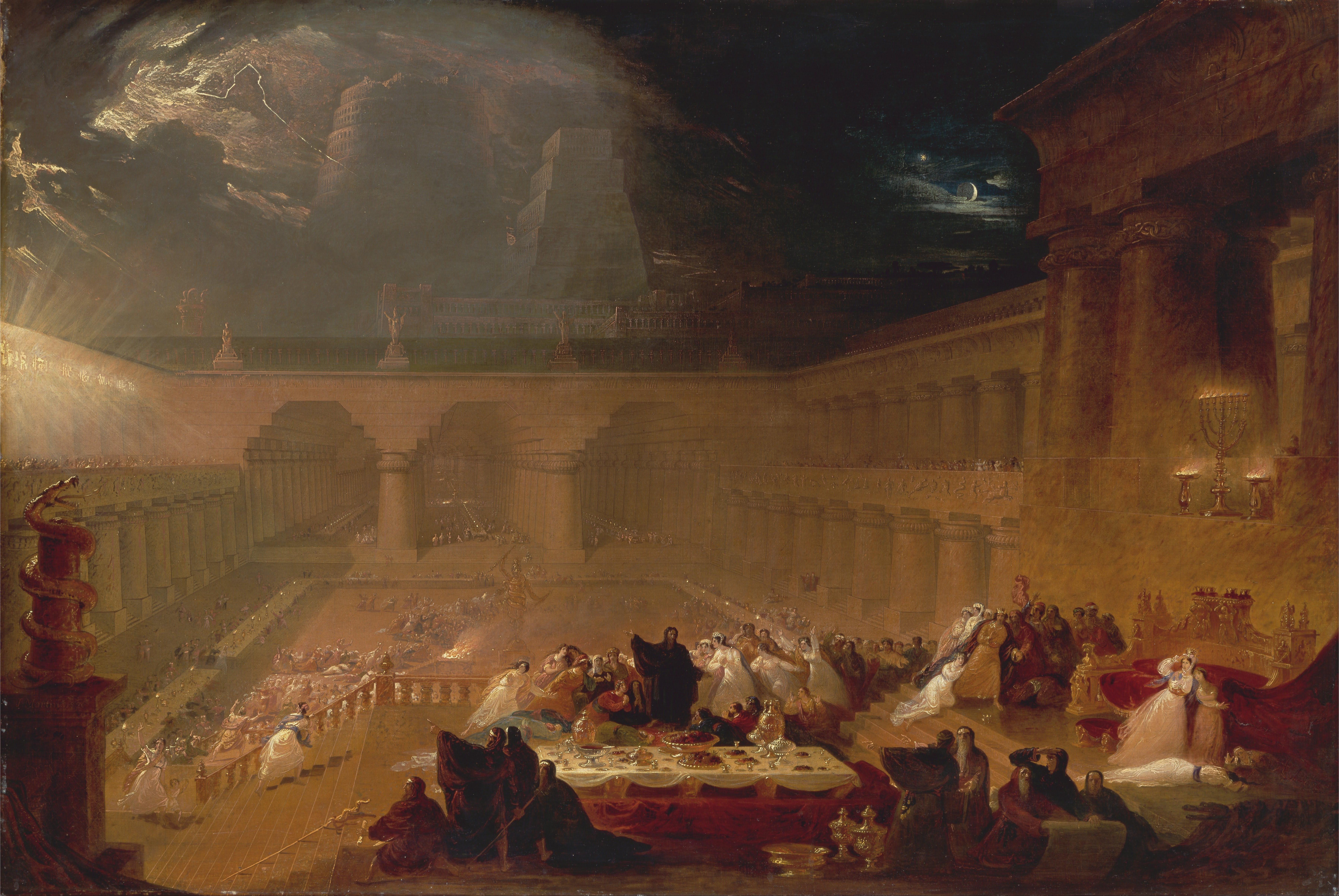
ジョン・マーティン作『ベルシャザルの饗宴』 、1821年頃、レイング・アート・ギャラリー

聖書に記された「ベルシャザールの饗宴」のエピソードは、さまざまな芸術作品の題材となっている。
ドイツの詩人、ハインリヒ・ハイネはこの聖書の題材に基づいて「ベルシャザル王」と言う詩を書き、その詩はロベルト・シューマンによって作曲され、歌曲となっている。またゲオルク・フリードリヒ・ヘンデルはオラトリオ『ベルシャザル』を、ウィリアム・ウォルトンはオラトリオ「ベルシャザールの饗宴」を作曲している。
イギリス19世紀のロマン派の画家ジョン・マーティンはこの題材に基づいて『ベルシャザルの饗宴』という画を描いた。
その他
1889年にフランスのアナトール・フランスはサラセンの王の物語の短編童話『バルタザール』を書き、1918年には芥川龍之介がそれを邦訳している。